# Marcha por la Igualdad de Białystok de 2019
La primera Marcha por la Igualdad de Białystok tuvo lugar el 20 de julio de 2019 en Białystok (Polonia). Aproximadamente mil manifestantes del orgullo se opusieron a miles de miembros de grupos de extrema derecha, fanáticos ultras y otros que atacaron violentamente a los manifestantes. Tras el ataque, se llevaron a cabo eventos de solidaridad con la comunidad LGBT en toda Polonia.

## Trasfondo

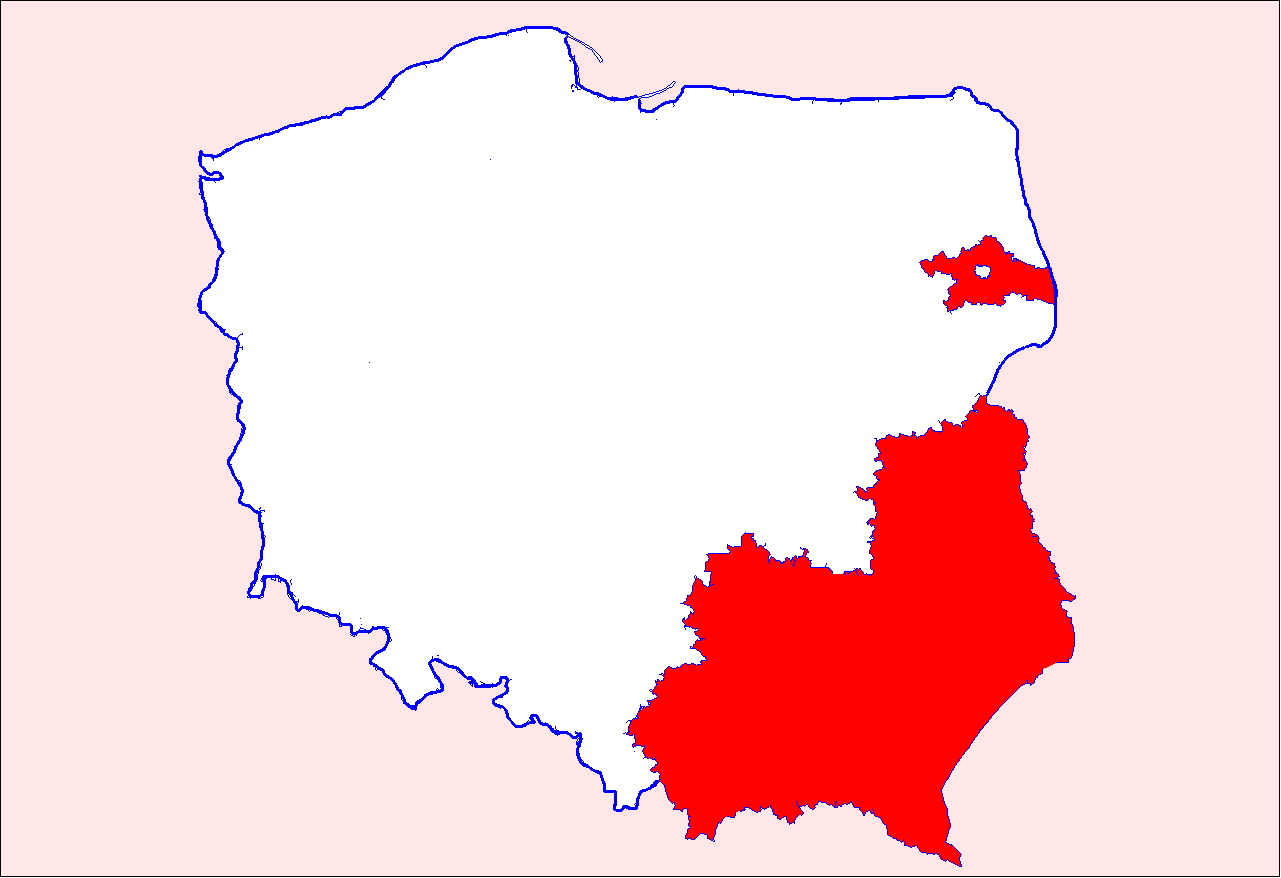
Mapa de Polonia con las áreas declaradas «zonas libres de LGBT» en rojo.

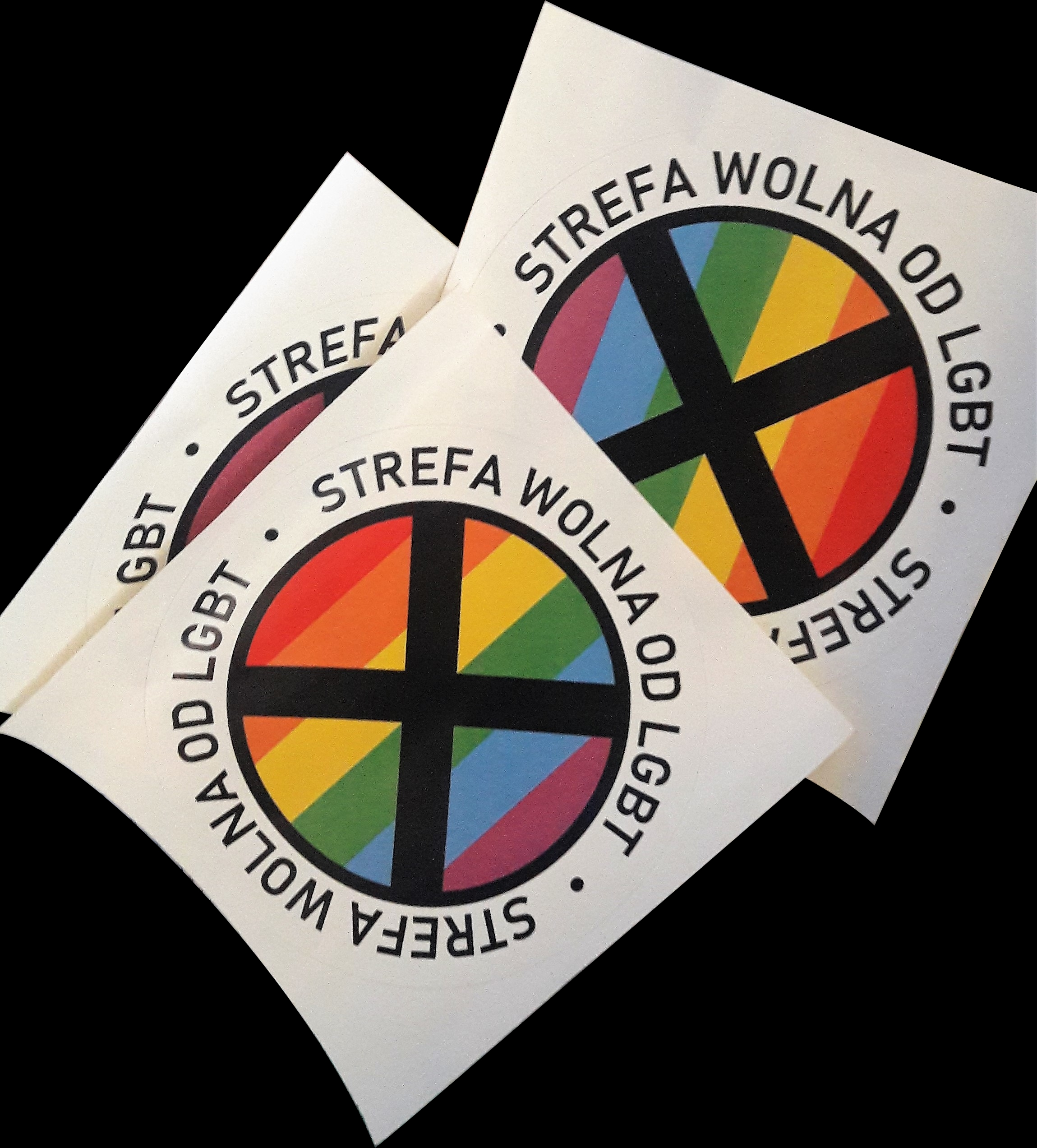
Pegatinas de «zona libre de LGBT» distribuidas por el periódico nacional Gazeta Polska.

Białystok se encuentra en el voivodato de Podlaquia, que se considera el cinturón bíblico de Polonia y es un bastión del partido conservador, xenófobo y homófobo Ley y Justicia (PiS). El distrito de Białystok había sido declarado zona libre de LGBT en 2019, al igual que otras regiones de Polonia. Sin embargo, el alcalde de Białystok Tadeusz Truskolaski es un político independiente con opiniones más tolerantes.
En 2019 el dirigente del PiS, Jarosław Kaczyński dijo que se está intentando «importar» la «ideología LGBT» a Polonia desde «Occidente», lo que supone una «amenaza» a la identidad polaca y a la nación.
Figuras prominentes de la Iglesia católica de Polonia también han hablado contra los derechos LGBT en Polonia.
El 7 de julio de 2019, el arzobispo Tadeusz Wojda emitió una proclamación para ser leída en todas las iglesias de Białystok y en todo el voivodato de Podlaquia. Evocó el recuerdo de la lucha de Polonia contra el comunismo con la frase latina non possumus («no podemos [permitir]»), que el cardenal polaco Stefan Wyszyński dijo en una protesta histórica que condujo a su arresto en 1953. Escribió que las marchas del orgullo eran "blasfemia contra Dios", y describió la marcha organizada como «una iniciativa extranjera en la tierra y comunidad de Podlaquia, un área profundamente arraigada en el cristianismo y preocupada por el bien de su propia sociedad, especialmente los niños». A diferencia de los alcaldes de derecha y centristas en otras partes de Polonia, que habían intentado prohibir las marchas del orgullo, el alcalde de Białystok permitió que la marcha se llevara a cabo ante las críticas generalizadas de los funcionarios de piS.
Según Rafał Pankowski, de Stowarzyszenie "Nigdy Więcej" (Asociación «Nunca Jamás»), la región de Białystok está fuertemente asociada con la extrema derecha: «Muchos más actos de agresión xenófoba se han cometido en Podlaquia en comparación con otras regiones de Polonia».
Según la policía, se registraron 32 manifestaciones para el día de la marcha, principalmente en oposición a ella. Las contra-manifestaciones incluyeron una vigilia de oración en la Catedral Basílica de la Asunción de la Santísima Virgen María y un pícnic contiguo en el Palacio Branicki de Białystok que fue organizado por el mariscal de Podlaquia Artur Kosicki que incluyó una exhibición de un regimiento del ejército, músicos populares y castillos inflables.
Antes de la marcha, se distribuyeron folletos en la ciudad que indicaban que estaría «contaminada con bacterias LGBT». El periódico nacional conservador Gazeta Polska distribuyó calcomanías de zona libre de LGBT junto con el periódico.

## Desfile
El 20 de julio de 2019, con motivo del Día Internacional del Orgullo Gay (28 de junio) se da inicio a la Marcha por la Igualdad de Białystok. 
Según Jacek Dehnel, se suponía que debía pronunciar un discurso en la apertura de la marcha en una plaza en la calle Skłodowska, sin embargo, ya que los manifestantes se enfrentaron a la violencia incluso antes del inicio oficial de la marcha y la atmósfera antidisturbios lo impidió.
Entre 800 y 1.000 manifestantes del orgullo se opusieron a miles de miembros de grupos de extrema derecha, fanáticos del ultra fútbol y otros que arrojaron piedras, botellas y petardos a los manifestantes. La policía estimó que estaban involucrados unos 4.000 «contramanifestantes». Los contramanifestantes gritaron «Bialystok libre de pervertidos» y «Dios, honor, patria», y se arrojaron objetos a los manifestantes desde los bloques de viviendas a lo largo de la ruta. Los manifestantes gritaron «Polonia libre de fascistas» mientras marchaban unos 3 km por el centro de la ciudad.
Alrededor de las 17:00 la marcha terminó, y tras la dispersión de manifestantes de extrema derecha por parte de la policía que usó gas pimienta y granadas de aturdimiento. Para evitar ser atacados cuando salían de la marcha, algunos manifestantes escondieron banderas LGBT y se quitaron el maquillaje, en un esfuerzo por evitar sobresalir.
Más de 30 personas fueron arrestadas por atacar a la policía o a los manifestantes del Orgullo Gay.
Docenas de manifestantes resultaron heridos. Amnistía Internacional criticó la respuesta de la policía, diciendo que no habían podido proteger a los manifestantes y «no habían respondido a los casos de violencia».

## Consecuencias

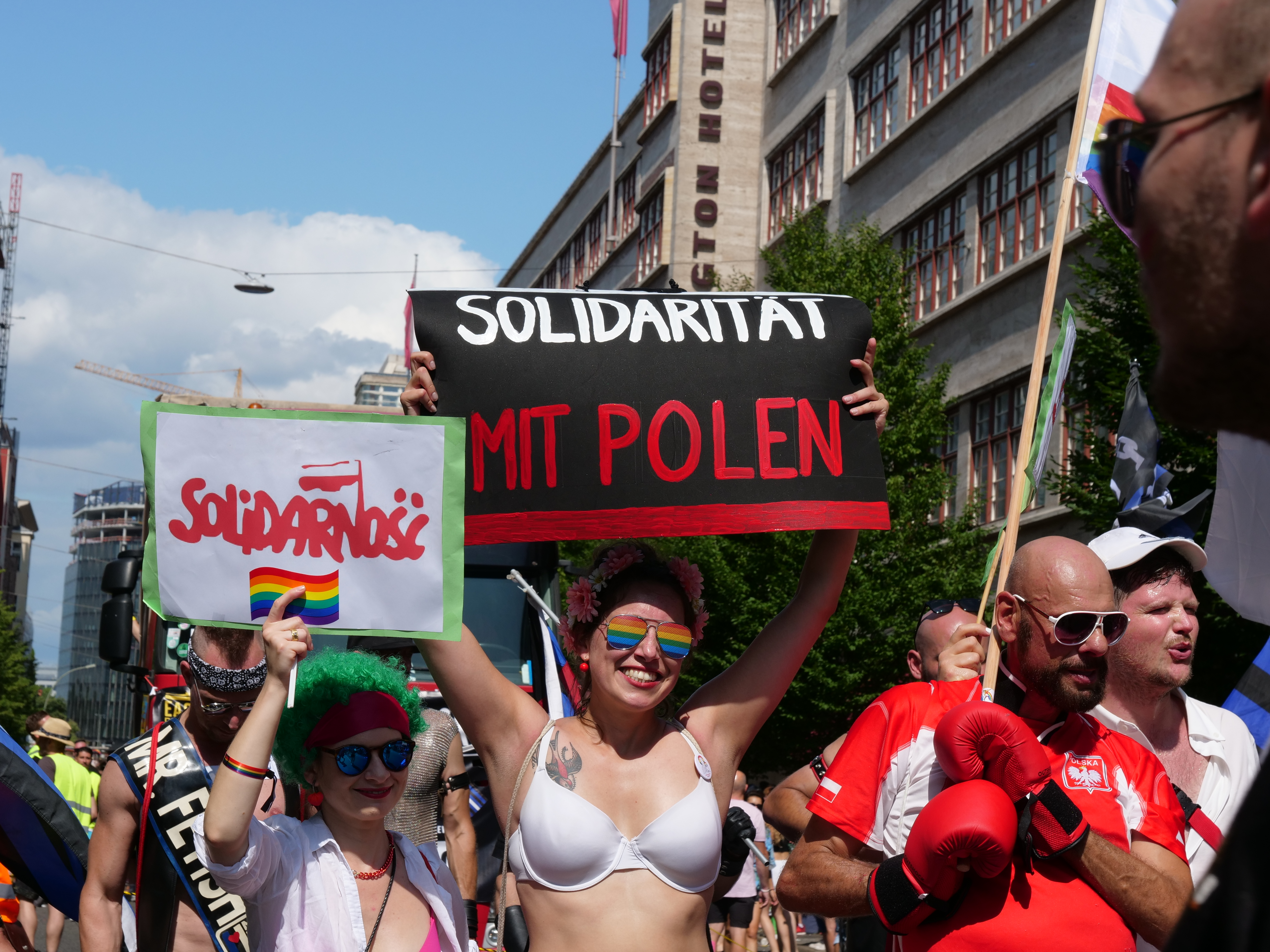
Manifestantes en el Christopher Street Day 2019 con pancartas de Solidaridad con Polonia, tras el ataque violento de Białystok.

Según The New York Times, similar a la forma en que la que la manifestación Unite the Right de Charlottesville (Virginia, EE. UU.) conmocionó a los estadounidenses, la violencia en Białystok suscitó preocupación pública en Polonia por la propaganda anti-LGBT. Si bien el gobierno polaco ha condenado la violencia en la marcha, también ha insinuado que los activistas LGBTQ buscaban la provocación. A fines de julio, el Ministerio del Interior dijo que habían identificado a 104 personas que infringieron la ley en la marcha y llevaron a cabo acciones legales contra 77 de ellas.
Michael Roth, el ministro de Asuntos Exteriores de Alemania, condenó el ataque y declaró que menciona los derechos de los homosexuales en cada discusión con sus homólogos polacos.
Miles salieron a las calles de Varsovia para protestar por la violencia en Białystok. El 23 de julio de 2019 se celebró una manifestación por la tolerancia en Gdańsk, bajo el lema «zona libre de zonas»  (en polaco: Strefa wolna od stref). En Szczecin tuvo lugar una manifestación bajo el lema de «zona libre de odio» (en polaco: Strefa wolna od nienawiści) y en Łódź políticos de izquierda entregaron pegatinas con el mismo lema «zona libre de odio». Una semana después de los acontecimientos, los partidos de izquierda realizaron una protesta en Białystok contra la violencia en la marcha. En el Orgullo de Berlín de julio de 2019, los manifestantes organizados por Die Linke llevaban carteles en solidaridad con Białystok. Un manifestante portaba una pancarta de la «Virgen Arco Iris» (Nuestra Señora de Czestochowa), en solidaridad con Elżbieta Podleśna, quien fue arrestada en mayo de 2019 por colocar carteles de la Virgen Arco Iris.
El arzobispo Tadeusz Wojda, dos días después del evento, condenó la violencia en una breve declaración por ser incompatible con el cristianismo, pero también instó a los creyentes a «la familia y su pureza interna».
La revista polaca Sieci publicó un artículo de portada titulado «Se acerca un ataque masivo contra Polonia» en el que culpó del ataque a la oposición liberal, diciendo que estaban tratando de desacreditar al gobierno.
Los activistas LGBT declararon que PiS y la Iglesia crearon una atmósfera radicalizada, diciendo que el gobierno incitó un «estado de pogromo» hacia los homosexuales.
Respondiendo a los ataques contra la comunidad LGBT polaca, el grupo global de derechos LGBT + lanzó una campaña en Polonia. El Director de Programas de All Out, Mathias Wasik, declaró: «Más recientemente, hemos estado particularmente preocupados por la escalada de ataques contra personas LGBT+ en Polonia. Políticos de derecha y representantes de la iglesia católica han estado usando el tema para su propia agenda política . Y sus palabras divisivas están siendo seguidas por acciones de odio, como hemos visto durante los ataques a la marcha del orgullo en Białystok».